# انسینگر
انسینگر (انگلیسی: Ensinger) شرکت صنایع شیمیایی آلمانی است، که در سال ۱۹۶۶ تأسیس شد.